# The 2nd Law
The 2nd Law —en español: “La 2ª Ley”, es el nombre del sexto disco de la banda británica Muse, lanzado el 28 de septiembre de 2012 a través de Warner Bros. Records y Helium 3. Un total de cinco sencillos fueron lanzados: "Survival" (canción oficial de los Juegos Olímpicos de 2012), "Madness" (que se mantuvo en el número de las listas de Billboard durante 19 semanas), "Follow Me", "Supremacy" (interpretada durante los Brit Awards de 2013) y "Panic Station". El tema "The 2nd Law: Isolated System" fue incluida en la película Guerra Mundial Z.
El álbum, que toma su nombre de la Segunda Ley de la Termodinámica, es un trabajo conceptual sobre un planeta en deterioro en el que la vida se ha vuelto insostenible. 
“The 2nd Law” fue certificado platino en cuatro países y triple platino en Francia. Durante los premios Grammy de 2013, el álbum fue nominado a "Mejor Álbum Rock", y "Madness" fue nominada a "Mejor Canción Rock". "Panic Station" también fue nominada a "Mejor Canción Rock" en los Premios Grammy del año siguiente. Hasta el año 2018, The 2nd Law ha vendido más de 2.3 millones de copias en todo el mundo.

## Antecedentes
El mánager del grupo, Anthony Addis, confirmó en octubre de 2011 en una entrevista, que tenían varias canciones creadas y, por aquel entonces, habían comenzado las grabaciones de estas en un estudio londinense. A partir de entonces, diversos rumores fueron publicándose, junto con alguna información y fotografías que tanto los componentes del grupo, como sus técnicos y amigos iban filtrando en redes sociales. Debido a la nueva paternidad de Bellamy, Howard y Wolstenholme comenzaron a trabajar en el álbum sin el cantante. Wolstenholme, que escribió dos canciones para el grupo por primera vez, bromeó: "Matt ha puesto el listón bastante alto en cuanto a composición. Estoy un poco nervioso porque no quiero escribir una canción y que sea la responsable de la desaparición de la banda".También comentó que el álbum sería algo experimental y radicalmente diferente a lo que habían hecho hasta el momento. En esa misma línea, Bellamy bromeó en X que el disco sería "rap gangsta cristiano en una odisea de jazz, con algo de dubstep rebelde ambiental e intenso flamenco metal psicodélico vaquero". Bellamy dijo haberse inspirado en actos como Skrillex, Justice y Does It Offend You, Yeah?.

## Composición
El disco incluye principalmente elementos de hard rock, rock sinfónico, música electrónica, dubstep y funk.
“Supremacy” abre el disco un clímax orquestal y una escena aterradora de la humanidad perdiendo su supremacía sobre la Tierra como «el levantamiento del nivel del mar» y la escasez de energía. De acuerdo a una revista francesa, Jeuxactu, la canción tiene elementos de “Kashmir” de Led Zeppelin en su riff de guitarra y orquestación. Durante una entrevista en Radio 1 con Zane Lowe, Bellamy dijo que la canción tenía un «gran riff de 7 cuerdas».
“Panic Station” incluye elementos de funk rock, y cuenta con músicos que intervinieron en el disco que incluye Superstition, de Stevie Wonder. Según NME, cuenta con influencias de la canción "Another One Bites the Dust" de Queen y de todo el álbum Scary Monsters (and Super Creeps) en general, de David Bowie. Se trata también de la primera canción de Muse en incluir letras explícitas y en recibir la etiqueta de Parental Advisory.
Matt Bellamy también señaló que el productor de dubstep Skrillex fue también una influencia para escribir las dos pistas finales del álbum: "The 2nd Law: Unsustainable" y "The 2nd Law: Isolated System". También afirmó que la canción "Follow Me" fue escrita para su hijo recién nacido, Bingham Bellamy. Se puede oír el latido de su corazón mientras aún estaba en el vientre en el inicio de la canción, y en "Isolated System". 
Por su parte, el bajista Chris Wolstenholme escribió dos canciones para el álbum, "Save Me" y "Liquid State", sobre su batalla contra la adicción al alcohol, cantando él ambas canciones. Estas son las dos únicas canciones de Muse en ser compuestas e interpretadas por Wolstenholme.
Al igual que el disco anterior, “The 2nd Law” fue producida por la banda, con la excepción de "Follow Me", en la que intervino Nero.

## Temática
“The 2nd Law” es un álbum conceptual que trata temas como la lucha entre el caos y el control, el colapso de sistemas, y la incapacidad del planeta para soportar la vida de sus habitantes a largo plazo.
El nombre "The 2nd Law" hace referencia a la segunda ley de la termodinámica. El tema “Unsustainable” anuncia: "Todo proceso natural y tecnológico funciona de tal manera que la disponibilidad de la energía restante disminuye. En todos los intercambios de energía, si no hay energía que entra o sale de un sistema aislado, la entropía de este sistema aumenta. La energía fluye continuamente de ser concentrada, se dispersa, hacia fuera, perdida, e inútil. Nueva energía no puede ser creada y la energía de alta calidad está siendo destruida. Una economía basada en crecimiento ilimitado es insostenible".
Bellamy explica que durante la composición del disco se interesó en la prensa económica y en averiguar qué había detrás de todo aquello. "Recuerdo que en los años 90 se hablaba del pico de Hubbert y sobre cómo el pico del petróleo llegaría en 2010 o 2011. Esa fecha se me quedó grabada, y ahora estoy viendo todas estas noticias sobre la crisis bancaria, especialmente en Europa. Me pregunté si tenía algo que ver. Comencé a leer sobre termodinámica, la segunda ley y sobre cómo los sistemas cerrados siempre crearán entropía. No obstante, parecía que esto no se aplicaba al sistema económico". 
La carátula del álbum proviene del Proyecto Conectoma Humano, y representa las vías del cerebro humano y cómo todos los circuitos se conectan con colores neón brillantes.

## Lanzamiento
El 6 de junio de 2012, se publicó en YouTube de forma oficial, un tráiler promocional anunciando que el nombre del disco sería The 2nd Law y sería estrenado en septiembre de ese mismo año. Finalmente la fecha de estreno oficial del álbum fue aplazada para el 2 de octubre de 2012.
El 27 de junio estrenaron “Survival” en la BBC Radio 1, primer sencillo del nuevo disco de Muse, que además fue la canción oficial de los Juegos Olímpicos de Londres 2012. Esta canción habla de determinación y fuerza a diferencia del estilo apocalíptico que caracteriza al grupo.
“Madness” es el segundo sencillo oficial del álbum, cuyo videoclip fue estrenado el 5 de septiembre de 2012, recibiendo más de 600.000 visitas en menos de 24 horas.

## Recepción
El álbum recibió opiniones mixtas por parte de los fans a raíz del cambio de género, especialmente por la inclusión de dubstep. No obstante, recibió críticas más positivas por parte de la prensa y críticos musicales. 
Metacritic muestra una nota promedio de 70/100. The Observer aludió a las tendencias bombásticas de Muse, escribiendo que "Bellamy no es ajeno a las contradicciones de los intentos de su banda de aumentar continuamente lo ridículo al máximo; el crecimiento infinito es, por supuesto, insostenible. Pero por ahora, se sienten bastante cómodos con la idea de una inflación obscena". Ante la experimentación del disco, la BBC declaró que Muse "se presentan en cualquier disfraz que les plazca". Por otro lado, Entertainment Weekly le otorgó al disco un C+, alegando que "la banda se pasa de la raya con los 'Queenismos'". También opinó que sentía cierta decepción por la falta de elementos electrónicos que habían prometido previamente al lanzamiento del álbum.
La revista Rolling Stone colocó The 2nd Law en el número 46 de los mejores 50 álbumes de 2012, anunciando que "En una era de expectativas disminuidas, Muse crea canciones que aplastan estadios y mezclan las legados de Queen, King Crimson, Led Zeppelin y Radiohead, haciendo que casi todas las demás bandas actuales parezcan diminutas".

## Gira
La gira de “The 2nd Law” recibió el nombre “Unsustainable Tour”. 
Fue la primera vez que Muse incorporó a más personas en el escenario, principalmente actores. Se crearon una suerte de billetes falsos parecidos al Euro llamados "Musos". Al final de la canción “Animals”, se lanzaban estos billetes como confeti, y un actor interpretando a un avaricioso banquero se acababa ahogando en ellos. También aparecía una mujer interpretando a una vendedora de petróleo que sube los precios del combustible, y que acaba volviéndose loca e ingiriendo el petróleo. 
El 18 de febrero de 2013, la banda dio un concierto en el O2 Shepherds Bush Empire en conmemoración de los 20 años del inicio de la organización benéfica War Child. Las entradas del mismo se agotaron en tres minutos. Fue transmitido en vivo por YouTube.
En 2013 se lanzó un CD/DVD/Blu-ray de un concierto grabado en Roma en 2013 llamado “Live at Rome Olympic Stadium”, grabado el 6 de julio de 2013 en el Estadio Olímpico de Roma ante 60.963 personas. 
A finales de 2013, la gira fue colocada en el número 13 de mejores giras mundiales de Pollstar, recaudando más de 103 millones de dólares en 79 conciertos.

## Lista de canciones
Todas las canciones fueron escritas por Matt Bellamy, exceptuando "Liquid State" y "Save me", las cuales fueron escritas por Chris Wolstenholme. Las canciones fueron vistas por primera vez en una foto del baterista Dom Howard. El listado de canciones completo fue publicado el 13 de julio de 2012 en el sitio oficial del grupo.

| N.º | Título                         | Duración |  |
| 1.  | «Supremacy»                    | 4:55     |  |
| 2.  | «Madness»                      | 4:39     |  |
| 3.  | «Panic Station»                | 3:03     |  |
| 4.  | «Prelude»                      | 1:03     |  |
| 5.  | «Survival»                     | 4:17     |  |
| 6.  | «Follow Me»                    | 3:51     |  |
| 7.  | «Animals»                      | 4:23     |  |
| 8.  | «Explorers»                    | 5:48     |  |
| 9.  | «Big Freeze»                   | 4:41     |  |
| 10. | «Save Me»                      | 5:09     |  |
| 11. | «Liquid State»                 | 3:03     |  |
| 12. | «The 2nd Law: Unsustainable»   | 3:48     |  |
| 13. | «The 2nd Law: Isolated System» | 4:59     |  |